# Plebiscit o samostojnosti Škotske
Plebiscit o samostojnosti Škotske je potekal 18. septembra 2014, na njem so škotski volivci odločali o vprašanju »Ali naj Škotska postane samostojna in neodvisna država?«
Glavni podporniki referenduma so bili Škotski nacionalisti in Škotski socialisti. Rezultat referenduma ni bil pozitiven in Škotska je ostala del Združenega Kraljestva.